# Slievekimalta
Slievekimalta är ett berg i republiken Irland.   Det ligger i provinsen Munster, i den centrala delen av landet, 150 km väster om huvudstaden Dublin. Toppen på Slievekimalta är 694 meter över havet.
Terrängen runt Slievekimalta är huvudsakligen lite kuperad. Slievekimalta är den högsta punkten i trakten. Runt Slievekimalta är det glesbefolkat, med 15 invånare per kvadratkilometer. Närmaste större samhälle är Nenagh, 13,2 km norr om Slievekimalta. I omgivningarna runt Slievekimalta växer i huvudsak blandskog.